# مونتسکیو
مونتسکیو یا منتسکیو (به فرانسوی: Montesquieu، تلفظ: مُنتِسْکیو)، با نام کامل شارل-لوئی دو سکوندا، بارون دو لا برد و دو مونتسکیو (به فرانسوی: Charles-Louis de Secondat, Baron de La Brède et de Montesquieu)، یکی از اندیشمندان سیاسی فرانسه در عصر روشنگری بود که در ۱۶۸۹ در بوردو زاده شد. همه خاندان او از نژادگان و اشراف و در زمره حقوق‌دانان بودند. او نیز حقوق خواند و در ۱۷۰۸ به دادستانی پرداخت و در ۱۷۱۳ پس از مرگ پدر به رایزن حقوقی مجلس برگزیده شد.
مونتسکیو به پژوهش‌های علمی، تاریخی و حقوقی توجه ویژه داشت و چون از وضع آن زمان کشور ناخرسند بود با نام مستعار کتابی به نام نامه‌های ایرانی منتشر کرد و چون این کتاب مورد توجه واقع شد، در ۱۷۲۷ میلادی به عضویت فرهنگستان فرانسه برگزیده شد. رفته‌رفته از دادستانی کنار کشید و به تدوین اثر نام‌آور خود، روح القوانین پرداخت. این کتاب با اقبال عمومی روبه‌رو شد و بعدها نیز از مضامین آن در اداره بسیاری کشورها و دولت‌ها استفاده شد. مونتسکیو بر این باور بود که انقلاب و شورش و خون‌ریزی کاری از پیش نمی‌برد و آنچه یک جامعه نیاز دارد قانون است. میانه‌روی در سیاست از ویژگی‌های برجسته مونتسکیو بود. با این همه، روحانیان کتاب «روح القوانین» را بی‌ارزش می‌دانستند و او در دفاع از کتاب خود دست به نوشتن رساله شد.
مونتسکیو در ۱۷۵۵ پس از سفرهای بسیار به کشورهای گوناگون جهان در پاریس درگذشت.

## دیدگاه سیاسی
مونتسکیو حکومت دموکراسی به سبک باستان را ترجیح می‌داد و برافتادن حکومت‌های خودکامه را آرزو می‌کرد. دیدگاه سیاسی منتسکیو مجذوب مشروطه سلطنتی به سبک بریتانیای کبیر است و هم‌زمان تشکیل حکومت را بر اساس خصوصیت‌های ملی تجویز می‌کند. تجزیه قوای سه‌گانه یا همان تفکیک قوا (مجریه- قضائیه- مقننه)، نشان دهنده آگاهی گسترده حقوقی-سیاسی و بینش عدالت‌خواهانه منتسکیو است، که در قانون اساسی بسیاری از کشورها گنجانده شده ست. از آن جا که بریتانیا قانون اساسی مدونی نداشت و مجموعه قوانین موجود در آن کشور به‌طور پراکنده و ناهمگون وضع شده بودند، منتسکیو به عنوان بهترین مرجع برای رده‌بندی و روشمند کردن متن قانون اساسی نوین بریتانیا انتخاب شد. افسران جوان فرانسوی که در جنگ‌های استقلال آمریکا در کنار آمریکایی‌ها جنگیده بودند، پس از بازگشت به فرانسه استبدادی، ناقل قانون اساسیی بودند که منتسکیو در بریتانیا تدوین کرده بود. این قانون اساسی مورد قبول آمریکاییان واقع شد و سرانجام در آستانه انقلاب فرانسه به دست فرانسویان رسید.
پ. ن.: مرحوم دکتر سید جواد طباطبایی اعلام می دارد که هیچ بخشی از متن روح القوانین اشاره ای حتی به تفکیک قوا نشده است و این ناشی از یک اشتباه برداشت برخی از مفسرین اروپایی این کتاب بوده است. او همچنین اشاره می کند به متنی که در سال 1933 به تحریر در آمده و در آن وجود تفکیک قوا در مطالب مونتسکیو مردود اعلام شده است. او علت تداوم و تکرار این موضوع نادرست را در متوان فارسی ناشی از به روز نبودن مفسران و نویسندگان اندیشه سیاسی مونتسکیو می داند

## آثار
منتسکیو دارای دو اثر بسیار شناخته شده‌است که عبارتند از:
- نامه‌های ایرانی
- روح‌القوانین

شهرت سریع منتسکیو با نوشتن «نامه‌های ایرانی» در سال ۱۷۲۱ میلادی بالا گرفت. این نامه‌ها مکاتبات دو نفر ایرانی را، که در فرانسه به گشت و گذار مشغول اند، نقل می‌کند و نظرات شان را دربارهٔ فرانسه و به‌طور کلی اروپا، به لحنی طنزآمیز در میان می‌گذارد. این کتاب یکی از نمونه‌های نخستین دیالوگ فرهنگ‌ها به‌شمار می‌رود. منتسکیو در کتاب «بازنگری علل عظمت و سقوط روم»
که در سال ۱۷۳۴ میلادی منتشر کرد، مانند نیکلای ماکیاولی گستره مرزهای حکومت را یکی از دلایل سقوط آن دانسته‌است. منتسکیو با انتشار کتاب «روح القوانین» در سال ۱۷۴۸ میلادی، علوم سیاسی را در ردیف فرهنگ فلسفی قرار داد. علاوه بر نظرات دوران باستان پیرامون اشکال مختلف حکومت (دموکراسی- سلطنتی- تحمیلی)، به تحقیق و تحلیل در ارتباط با اتکای آن‌ها به طبیعت، به ویژه مرزهای جغرافیایی و شرایط آب‌وهوا، پرداخته‌است. هنر وی در تشریح دولت به این مهم بازمی‌گردد که نه تنها به عنوان یک دستگاه سیاسی بلکه در رابطه‌ای تنگاتنگ با خصلت‌های اجتماعی، حقوقی، اقتصادی و اخلاقی آن ملت همچنین ارتباط میان مردمی و ساختار عمومی متأثر از عوامل طبیعی، مورد مداقه قرار داده‌است. روح القوانین یکی از مهم‌ترین آثار منتسکیو در جنبش روشنگری فرانسه محسوب می‌شود. این کتاب در تدوین اساسنامه ایالات متحده آمریکا و اساسنامه شورای انقلاب فرانسه در سال ۱۷۹۱ مؤثر بوده‌است.

## آثار منتشر شده
از جمله آثار طنز- فلسفی منتسکیو رمان معروف «مقبرهٔ گنیده»
در سال ۱۷۲۵ میلادی و «تاریخ حقیقی»
می‌باشد. کلمات قصار و جملات برجسته و پندآمیز وی که از نوشته‌های پراکنده و دفتری خاطرات گونه باقی مانده‌است، به نام «اندیشه‌های ناشناخته»
نیز منتشر شده‌است.

## سال‌شمار زندگی

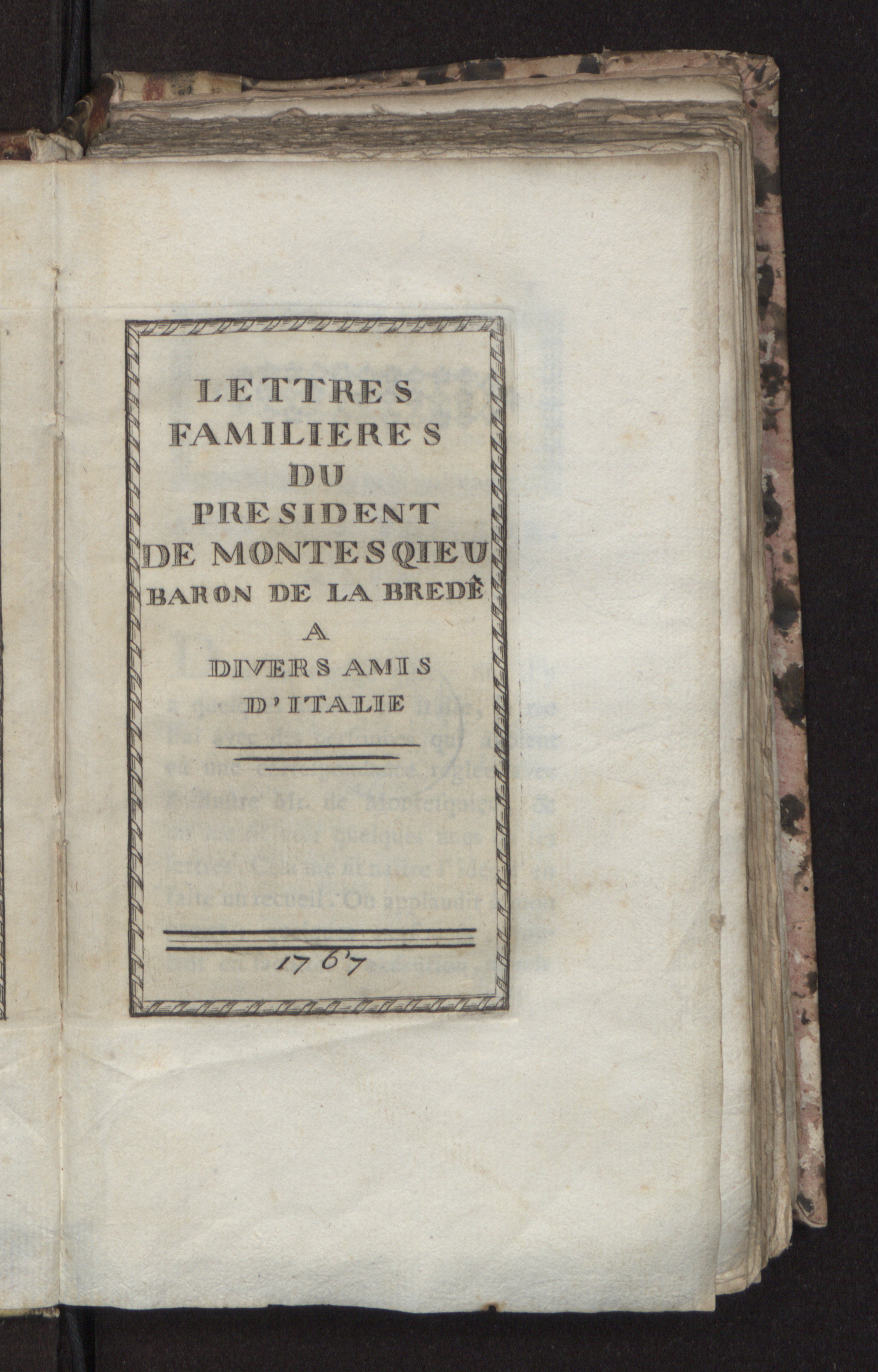
Lettres familieres a divers amis d'Italie, 1767

- ۱۸ ژانویه سال ۱۶۸۹: تولد شارل-لوییدوسگواندا در قصر لابرد نزدیک شهر بوردو.
- سال‌های ۱۷۰۵–۱۷۰۰: تحصیلات متوسطه در نزد پیروان کلسیای اراتو آر، درژویی.
- سال‌های ۱۷۹۰ – ۱۷۰۸: تحصیلات حقوق در بوردو و سپس در پاریس.
- سال ۱۷۱۴: پذیرفته شدن مونتسکیو به عنوان مشاور در پارلمان بوردو.
- سال ۱۷۱۵: ازدواج با ژان دولارتیگ.
- سال ۱۷۱۶: انتخاب مونتسکیو به عنوان عضو فرهنگستان بوردو: در این تاریخ وی منصب عمویش را که ریاست دادگاه استیناف بود همراه با اموال و لقب «مونتسکیو» از او به ارث می‌برد.
- سال‌های ۱۷۲۱–۱۷۱۷: مونتسکیو به مطالعهٔ علوم می‌پردازد و رسالاتی در بارهٔ انعکاس صوت، غدد میانگانی، شفافیت، سنگینی اجسام و از این دست می‌نویسد.
- سال ۱۷۲۱: انتشار کتاب نامه‌های ایرانی بدون ذکر نام نویسنده. این کتاب بیدرنگ مشهور خاص و عام می‌شود.
- سال‌های ۱۷۲۳ –۱۷۲۲: اقامت در پاریس و معاشرت با طبقهٔ اشراف. مونتسکیو در این تاریخ با اطرافیان دوک دو بو ربون هه نو، مورخ و شاعر فرانسوی و رئیس پارلمان، مارکیزدوپری، و در مجمع ادبی مادام لامبر، و باشگاه آنترسول رفت‌وآمد دارد و اثر خویش موسوم به گفتگوی سیلا و اوکرات را در همین باشگاه می‌خواند.
- سال ۱۷۲۵: انتشار معبد گنید بدون نام نویسنده. بازگشت مونتسکیو به بوردو و کناره‌گیری از سمت ریاست دادگاه و مراجعت به پاریس.

وی بعدها در اندیشه‌هایش چنین نوشت: «آنچه باعث شده که من همواره نسبت به خودم عقیدهٔ بدی داشته باشم این است که خیلی کم از امور جمهوری وجود دارد که من حقیقتاً استعدادی برای آن در خود ببینم. در شغل ریاست دادگاه باید بگویم که قلبم بسیار پاک بود. خود مسائل را به حد کافی می‌فهمیدم اما از تشریفات دادگاهی سردر نمی‌آوردم. مع‌ذلک خودم را با این‌گونه امور وفق داده بودم ولی آنچه بیش از همه موجب دلزدگی من می‌گردید این بود که حیواناتی را می‌دیدم که همان استعدادی را که من فاقد آن بودم به حد کافی دارا بودند».
- سال ۱۷۲۸: انتخاب مونتسکیو به عضویت فرهنگستان فرانسه. عزیمت او به کشورهای آلمان، اتریش، سوئیس، ایتالیا، و هلند. در طی همین دوره لرد چسترفیلد وی را به بریتانیا می‌خواند.
- سال‌های ۱۷۳۰–۱۷۲۹: اقامت در بریتانیا.
- سال ۱۷۳۱: بازگشت به قصر لابرد و اقامت در آنجا برای نگارش روح القوانین.
- سال ۱۷۳۴: انتشار ملاحظاتی در بارهٔ علل عظمت و انحطاط رومیان.
- سال ۱۷۴۸: انتشار روح القوانین که در ژنو و بدون نام نویسنده چاپ شده بود. کتاب با استقبال بزرگ روبرو شد.
- سال ۱۷۵۰: دفاع مونتسکیو از روح القوانین در پاسخ حملات آباء یسوع و ژانسنیست‌ها.
- سال ۱۷۵۴: تدوین جستاری در بارهٔ ذوق برای دانشنامه به تقاضای دالامبر (انتشار در ۱۷۵۶).
- ۱۰ فوریه سال ۱۷۵۵: مرگ مونتسکیو در پاریس.